# Lalla Abla bint Tahar
Lalla Abla bint Tahar (5. září 1909 – 1. března 1992, Rabat) byla druhá manželka marockého krále Muhammada V.

## Život
Narodila se 5. září 1909 se jako dcera Moulaye Mohammeda al-Tahar bin Hassana. Její otec byl synem marockého sultána Hasana I.
Roku 1929 se vdala za svého bratrance prince Muhammada. Její starší sestra princezna Lalla Hania bint Tahar se vdala za sultána Muhammaden ibn Arafou. Lalla Abla měla se svým manželem pět dětí:
- Hasan II. (1929–1999)
- Lalla Aicha (1930–2011)
- Lalla Malika (nar. 1933)
- Mulaj Abdallah (1935–1983)
- Lalla Nuzha (1940–1977)

Zemřela 1. března 1992 v Rabatu.